# Libertyville (Iowa)
Pour les articles homonymes, voir Libertyville (homonymie).
Libertyville est une ville du  comté de Jefferson, en Iowa, aux États-Unis. Elle est incorporée le 15 avril 1916.

## Source de la traduction
- (en) Cet article est partiellement ou en totalité issu de l’article de Wikipédia en anglais intitulé « Libertyville, Iowa » (voir la liste des auteurs).